# Jae Suh Park
Jae Suh Park (koreanisch: 박재서; * 5. April 1984) ist eine US-amerikanische Schauspielerin südkoreanischer Herkunft.

## Leben und Karriere
Park wurde am 5. April 1984 geboren. Sie wuchs in Lodi auf. 2008 heiratete sie den US-amerikanischen Schauspieler Randall Park. Sie haben zusammen eine Tochter. Aktuell lebt das Paar im San Fernando Valley. Ihre erste Hauptrolle bekam sie 2017 in der Serie Friends from College. 2020 spielte sie in dem Film The Paper Tigers mit.

## Filmografie (Auswahl)
- 2004: Emergency Room – Die Notaufnahme (Fernsehserie, 1 Folge)
- 2008: How I Met Your Mother (Fernsehserie, 1 Folge)
- 2011: The League (Fernsehserie, 1 Folge)
- 2013: The Mindy Project (Fernsehserie, 2 Folgen)
- 2015–2016: Adam Ruins Everything (Fernsehserie, 2 Folgen)
- 2017–2019: Friends from College (Fernsehserie, 16 Folgen)
- 2015: The Big Short (Film)
- 2020: Noch nie in meinem Leben … (Fernsehserie, 3 Folgen)
- 2020: The Paper Tigers (Film)
- 2021: Candy Coated Christmas (Fernsehfilm)
- 2021: Marvelous and the Black Hole (Film)
- 2023: A Great Divide (Film)